# Gudila (doríforo)
Gudila (em grego: Γοδιλᾶς) foi um oficial bizantino, ativo no reinado do imperador Justiniano (r. 527–565). De origem trácia, serviu como doríforo da guarda de João. Comandou com Calazar a ala direita dos cavaleiros que João deixou como guarnição de Rusciane no final de 547 / começo de 548, no contexto da Guerra Gótica em curso. Ele e Deoferão negociaram a rendição da ala após meados do verão de 548.

## Etimologia
Gudila tem origem germânica, possivelmente ostrogótica. Foi registrado como Godilas (Γοδιλᾶς), Godila, Gudilas (Γουδίλaς), Gudila, Gubila, Gudília, Gudela, Gondília, Gudula, Gadila e Gotila (Gothila).